# Fabrice Le Hénanff
Fabrice Le Hénanff (né le 17 février 1972 à Quimperlé) est un dessinateur et un scénariste français de bandes dessinées.

## Biographie
Le Hénanff Fabrice est né en 1972 à Quimperlé. Il est à la fois dessinateur,coloriste et scénariste.

## Publications
- 2003 : Les Caméléons, Henri Fabuel (scénario), Fabrice Le Hénanff (dessin et couleurs), Casterman[1]
- 2006 : H.H. Holmes, tome 1 : Englewood[2],[3], Henri Fabuel (scénario), Fabrice Le Hénanff (dessin et couleurs), Glénat
- 2010 : H.H. Holmes', tome 2 : White city[4], Henri Fabuel (scénario), Fabrice Le Hénanff (dessin et couleurs), Glénat
- 2011 : Ostfront, Fabrice Le Hénanff (scénario, dessin et couleurs), 12 bis
- 2012 : Westfront, Fabrice Le Hénanff (scénario, dessin et couleurs), 12 bis
- 2014 : Modigliani, prince de la bohème, Laurent Seksik (scénario), Fabrice Le Hénanff (dessin et couleurs), Casterman
- 2015 : Elvis[5], Philippe Chanoinat (scénario), Fabrice le Hénanff (dessin et couleurs), Jungle
- 2018 : Wannsee, Fabrice Le Hénanff (scénario, dessin et couleurs), Casterman
- 2019 : Monet, un arc-en-ciel sur Giverny,  Fabrice Le Hénanff (dessin et couleurs), Jean-François Miniac (scénario), Orep.
- 2021 : Capitaine Bligh, Fabrice Le Hénanff (scénario, dessin et couleurs), édition Robinson (Hachette).

## Participation à des albums collectifs
- 2020 en bande dessinée :Rennes en bd ,album collectif 2020 éditions Petit à Petit .